# Leucania carbo
Leucania carbo är en fjärilsart som beskrevs av Joannis 1928. Leucania carbo ingår i släktet Leucania och familjen nattflyn. Inga underarter finns listade i Catalogue of Life.